# Lyrarapax
Lyrarapax is een geslacht van uitgestorven radiodonten uit de familie Amplectobeluidae dat 520 miljoen jaar geleden leefde in het Vroeg-Cambrium. Het zenuwweefsel geeft aan dat het frontale aanhangsel van de radiodont protocerebraal is, waardoor delen van de problematische interpretatie van de geleedpotige kop konden worden opgelost en aangetoond werd dat het frontale aanhangsel homoloog is aan de antennes van onychophoraniden en het labrum van euarthropoden. De versteende overblijfselen werden gevonden in Yunnan in het zuidwesten van China. 

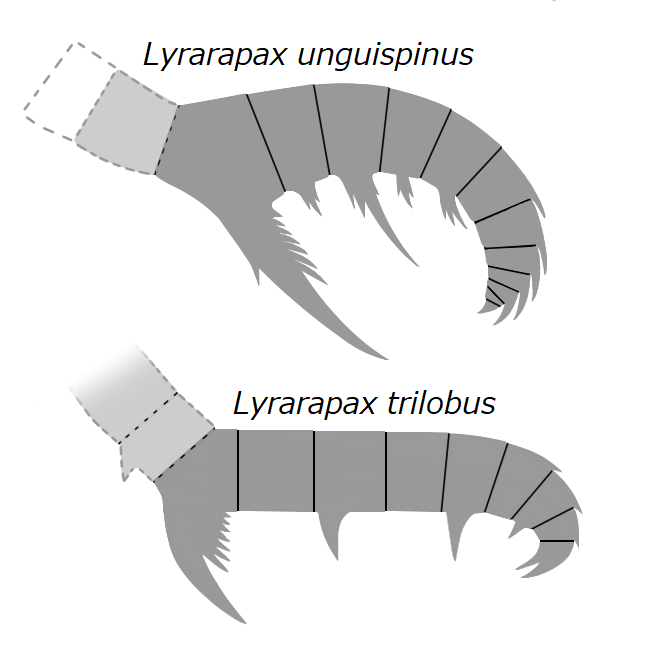
De voorste aanhangsels van de twee soorten vergeleken

In 2016 werd een tweede soort beschreven, L. trilobus die voornamelijk verschilde in de morfologie van de frontale aanhangsels.

## Naamgeving
De typesoort is Lyrarapax unguispinus, benoemd in 2014. De wetenschappelijke geslachtsnaam Lyrarapax is een samengesteld woord vanuit het Latijnse 'lyra' (lier) en 'rapax' (roofzuchtig), en is genoemd naar de omtrek van het lichaam van dit geslacht, dat lijkt op het snaarinstrument de lier, alsmede naar zijn veronderstelde roofzuchtige levensstijl. De soortaanduiding betekent 'klauwstekel'.
De soortaanduiding van de tweede soort betekent 'drielobbig'.